# Université nationale de Kongju
L'Université nationale de Kongju (ou Gongju) (en hangul : 공주대학교) est une université nationale de Corée du Sud créée en 1948 et située dans la ville de Gongju dans le Chungcheong du Sud. Ce statut d'université nationale signifie qu'elle est subventionnée par l'état, statut minoritaire en Corée puisque la grande majorité des universités sont privées. De fait, les personnels (enseignants et administratifs) ont un statut de fonctionnaire et les frais de scolarité pour les étudiants, bien que restant élevés, le sont beaucoup moins que dans les universités privées.
La grande majorité des étudiants de l'université y effectue un cursus de 4 ans (équivalent à une licence) au terme duquel ils seront diplômés. 
L'année universitaire commence début mars pour s'achever mi-décembre avec deux périodes de vacances (janvier/février et juillet/août).

## Histoire
Depuis sa fondation en 1948 en tant que « Provincial Kongju Teachers College », elle a joué un rôle central dans la formation des enseignants des collèges et lycées en Corée. Ce qui était pendant des décennies un "college" au sens anglophone du terme (2 années après le baccalauréat) a changé de statut en 1991 pour devenir une université à part entière, et s'est agrandie depuis, avec actuellement 22 000 étudiants, cela en fusionnant notamment avec d'autres campus : le Collège d'agriculture de Yesan agrémenté des Sciences industrielles en 1992, puis le Collège national culturel de Kongju et le Collège des images visuelles et de la santé en 2001, et enfin avec le Collège national technique de Cheonan en tant que « College of Engineering » en 2005. L'université nationale de Kongju a formé plus de 100 000 diplômés, qui ont été engagés non seulement dans le domaine de l'éducation, mais aussi dans tous les domaines de la société coréenne.

## Composantes
L'université nationale de Kongju dispose de 94 départements avec environ 19 000 étudiants et 3 000 diplômés. Elle emploie 540 enseignants et 400 personnes dans les services administratifs. Il y a trois écoles rattachées à l'Université de Kongju : une école secondaire, un collège et une école primaire, qui ont plus de 70 enseignants au total.

### Facultés de1ercycle
- Faculté de Pédagogie
- Faculté des Sciences Humaines et Sociales
- Faculté des Sciences de la Nature
- Faculté d'Ingénierie
- Faculté des Sciences Industrielles
- Faculté de Santé et d'Images Visuelles

## Implantations
Par ailleurs, l'université nationale de Kongju exploite trois campus spécialisés dans trois villes, Gongju, Yesan et Cheonan. Le campus de Gongju dispose de quatre instituts: l'Institut de Pédagogie, l'Institut des Sciences Naturelles, l'Institut des Sciences Humaines et Sociales et l'Institut de l'Image Visuelle et de la Santé. Le campus de Yesan dispose de l'Institut des Sciences Industrielles et le campus de Cheonan de l'Ecole d'Ingénieurs.

## Formation et recherche
Pendant huit années consécutives, l'Institut de l'Éducation a eu le meilleur taux de réussite au niveau national aux examens de certification des enseignants . Pour le 60e anniversaire de sa fondation en 2008, l'Université a déclaré son intention de devenir un haut lieu de l'éducation coréenne à l'étranger. Elle participe d'ailleurs à de nombreux programmes d'échanges d'étudiants avec pas moins de 104 universités et 8 instituts répartis dans 33 pays différents (2012). Ce programme d'échange existe notamment avec 2 universités françaises (Université Catholique d'Angers [1998] et celle de Rouen [2005]).